# Ngân hàng qua điện thoại
Ngân hàng qua điện thoại hay Dịch vụ ngân hàng qua điện thoại (phone banking) là dịch vụ do ngân hàng hoặc tổ chức tài chính khác cung cấp, cho phép khách hàng thực hiện qua điện thoại một loạt giao dịch tài chính không liên quan đến tiền mặt hoặc các công cụ tài chính (chẳng hạn như séc), mà không cần đến chi nhánh ngân hàng hoặcATM .

## Lịch sử
Ngân hàng qua điện thoại đã trở nên phổ biến trên thị trường vào thập niên 1980, do Girobank giới thiệu lần đầu tiên tại Vương quốc Anh, công ty đã thiết lập dịch vụ ngân hàng qua điện thoại chuyên dụng vào năm 1984.
Ngân hàng qua điện thoại đã phát triển trong suốt thập niên 1980 và đầu thập niên 1990, và được thế hệ ngân hàng trực tiếp đầu tiên sử dụng nhiều. Tuy nhiên, sự phát triển ngân hàng trực tuyến vào đầu những năm 2000 đã bắt đầu sự suy giảm lâu dài trong việc sử dụng ngân hàng qua điện thoại thay vì ngân hàng trực tuyến. Sự ra đời của ngân hàng di động càng làm xói mòn việc sử dụng ngân hàng qua điện thoại trong thập niên 2010.

## Hoạt động
Để sử dụng tiện ích ngân hàng qua điện thoại của một tổ chức tài chính, trước tiên khách hàng phải đăng ký dịch vụ với tổ chức đó. Họ sẽ được chỉ định một số khách hàng (không giống với số tài khoản) và họ có thể được cấp hoặc thiết lập mật khẩu của riêng họ (dưới nhiều tên khác nhau) để xác minh khách hàng.
Khách hàng sẽ gọi đến số điện thoại đặc biệt do ngân hàng thiết lập và sẽ xác thực danh tính của họ thông qua số khách hàng và mật khẩu dạng số hoặc bằng lời nói hoặc các câu hỏi bảo mật do đại diện trực tiếp hỏi. Dịch vụ có thể được cung cấp bằng cách sử dụng hệ thống tự động, sử dụng công nghệ  khả năng nhận dạng giọng nói, DTMF hoặc bởi các đại diện trực tiếp của dịch vụ khách hàng.